# Agnieszka Czajkowska-Hamdi
Agnieszka Alfreda Czajkowska-Hamdi – polska ekonomistka, dr hab. nauk ekonomicznych, adiunkt Instytutu Finansów Wydziału Ekonomiczno-Socjologicznego Uniwersytetu Łódzkiego, Społecznej Akademii Nauk i Mazowieckiej Wyższej Szkoły Humanistycznej i Pedagogicznej w Łowiczu Wydziału Zarządzania i Marketingu.

## Życiorys
22 czerwca 1998 obroniła pracę doktorską Kredytowanie małych i średnich przedsiębiorstw w regionie łódzkim, 1 czerwca 2015 habilitowała się na podstawie pracy zatytułowanej Kredytowanie przedsiębiorców indywidualnych - specyfika, procesy, polityka. Objęła funkcję adiunkta w Instytucie Finansów na Wydziale Ekonomicznym i Socjologicznym Uniwersytetu Łódzkiego, Społecznej Akademii Nauk i Mazowieckiej Wyższej Szkoły Humanistycznej i Pedagogicznej w Łowiczu na Wydziale Zarządzania i Marketingu.
Piastowała stanowisko dziekana w Mazowieckiej Wyższej Szkoły Humanistycznej i Pedagogicznej w Łowiczu na Wydziale Zarządzania i Marketingu.